# Anton Lada
Anton Lada est un batteur américain de dixieland né en 1890 à Chicago et mort à Santa Monica le 28 août 1944. Il est connu pour avoir été le chef d'orchestre du quintette Louisiana Five.